# Emil Rzeszutek
Emil Rzeszutek (ur. 29 października 1940 w Ostrowach Tuszowskich, powiat Kolbuszowa, zm. 20 kwietnia 1997 w Olsztynie) – polski duchowny katolicki, rektor seminarium duchownego "Hosianum" w Olsztynie, prepozyt kapituły kolegiackiej w Dobrym Mieście.

## Życiorys

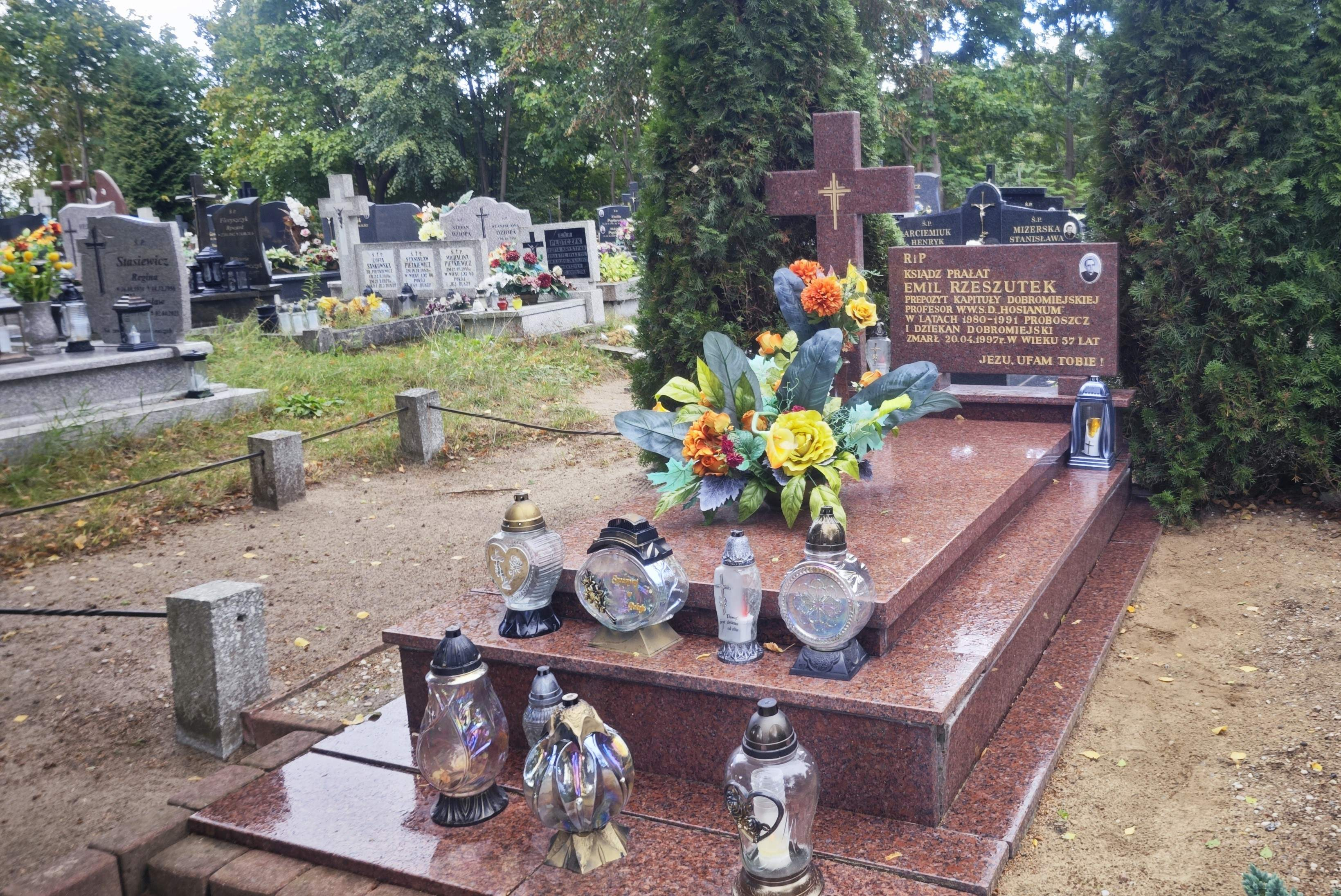
Grób w Dobrym Mieście

Pochodził z rodziny rolniczej, był synem Stefana i Antoniny z Blicharzów. Jako kilkumiesięczne dziecko przeżył wysiedlenie całej parafii przez Niemców. W latach 1947–1954 uczęszczał do szkoły podstawowej w rodzinnych Ostrowach Tuszowskich, następnie do liceum ogólnokształcącego w Kolbuszowej. Świadectwo dojrzałości otrzymał 6 czerwca 1958 i w tymże roku rozpoczął studia w olsztyńskim Seminarium Duchownym. Święcenia subdiakonatu otrzymał 30 marca 1963 w Olsztynie z rąk biskupa Józefa Drzazgi, diakonatu 8 czerwca 1963 w Olsztynie z rąk biskupa Jana Obłąka. Jako wybijający się student seminarium został wyróżniony przywilejem otrzymania święceń prezbiteratu w rodzinnej parafii; święceń tych, z dyspensą związaną z brakiem wymaganego wieku, udzielił mu w Kolbuszowej biskup Obłąk 28 czerwca 1964. Pierwszą placówką ks. Rzeszutka została parafia św. Józefa w Olsztynie, gdzie neoprezbiter był wikariuszem do 1965.
W 1965 wystąpił do biskupa olsztyńskiego Tomasza Wilczyńskiego o zgodę na podjęcie studiów z filologii klasycznej na Katolickim Uniwersytecie Lubelskim. Zgodę zwierzchnika diecezji otrzymał, ale z braku miejsc nie dostał się na studia w Lublinie i ostatecznie podjął je na Wydziale Humanistycznym Uniwersytecie Mikołaja Kopernika w Toruniu, będąc jednym z nielicznych księży studiujących na państwowej uczelni świeckiej w tym okresie. W czerwcu 1970 ukończył studia, a pracę Stosunek do śmierci i myśli z nią związane na przykładzie VII Księgi "Antologii Palatyńskiej" obronił w październiku 1971 z oceną bardzo dobrą, uzyskując magisterium filologii klasycznej. Już w 1970 z nominacji biskupa Drzazgi został wykładowcą łaciny i greki w seminarium w Olsztynie.
Emil Rzeszutek należał do najbliższych współpracowników Józefa Drzazgi, administratora apostolskiego, a od 1972 biskupa diecezji warmińskiej. Z nominacji biskupa Drzazgi w październiku 1971 został diecezjalnym referentem ds. duszpasterstwa nauczycieli i wychowawców (od listopada tegoż roku był też pomocniczym duszpasterzem akademickim w Olsztynie), w grudniu 1971 diecezjalnym referentem duszpasterstwa dobroczynności (do 1972). Od 1971 pełnił funkcję referenta prasowego Biuletynu Informacyjnego Sekretariatu Episkopatu Polski; zajmował się m.in. prasową obsługą pierwszej pielgrzymki Jana Pawła II do Polski w 1979. W latach 1975–1980 był kapelanem Szpitala Miejskiego (Mariackiego) w Olsztynie. Od 1976 kierował redakcją "Warmińskich Wiadomości Diecezjalnych", a przez pewien czas był sekretarzem redakcji "Studiów Warmińskich" (m.in. opracował skorowidze tomu IX, 1972). Wspólnie z księżmi Marianem Borzyszkowskim i Władysławem Nowakiem był wicepostulatorem beatyfikacji i kanonizacji Stanisława Hozjusza.
W latach 1979–1980 złożył na ręce nowego biskupa warmińskiego Józefa Glempa rezygnację z większości funkcji kurialnych (także redakcji "Warmińskich Wiadomości Diecezjalnych") i wiosną 1980 przeszedł do pracy w parafii w Dobrym Mieście, początkowo jako wikariusz-ekonom, następnie administrator i proboszcz. Od sierpnia 1980 był zarazem dziekanem dekanatu dobromiejskiego. W grudniu 1980 otrzymał nominację na kanonika kapituły kolegiackiej w Dobrym Mieście, a w maju 1981 został jej dziekanem. W marcu 1990 biskup Edmund Piszcz mianował ks. Rzeszutka prepozytem kapituły. Jako proboszcz dobromiejski Emil Rzeszutek przeprowadził odbudowę i renowację budynków kolegiackich, w tym samej świątyni. Dokonano m.in. wymiany instalacji elektrycznej, konserwacji wyposażenia i obrazów, przeprowadzono regotyzację kolegiaty, a także remont organów, dzięki czemu rozpoczęto organizować w Dobrym Mieście koncerty organowe. Kolegiata gościła m.in. trzykrotnie Józefa Glempa, wówczas już prymasa Polski (1983, 1986, 1989), a także arcybiskupa Tokio (1984), któremu towarzyszył profesor tokijskiego uniwersytetu katolickiego Tadeusz Obłąk, brat biskupa warmińskiego. W październiku 1989 zorganizowane zostało Sympozjum Dobromiejskie, na którym poprzez przybliżenie historii warmińskiej kapituły kolegiackiej uczczono 600-lecie istnienia kościoła. W maju tegoż roku, na mocy brewe papieża Jana Pawła II, kościół kolegiacki podniesiony został do rangi bazyliki mniejszej.
Ks. Rzeszutek był organizatorem pierwszych w Dobrym Mieście rekolekcji adwentowych, a także w ramach troski o duszpasterstwo dzieci i młodzieży wprowadził dodatkowe msze święte. Był również inicjatorem budowy kaplicy w Barcikowie. W 1984 wszedł w skład reaktywowanej Komisji Głównej Synodu Warmińskiego. W Dobrym Mieście, gdzie należał do inicjatorów powołania lokalnego pisma "Wiadomości Dobromiejskie" (w inauguracyjnym numerze w grudniu 1989 zamieścił artykuł Z nadzieją na przyszłość), pełnił także obowiązki kapelana miejscowego szpitala (1990-1991). Był ponadto diecezjalnym duszpasterzem policji w latach 1990-1991.
Wraz z końcem lipca 1991 ks. Rzeszutek na własną prośbę, motywowaną stanem zdrowia (przebył dwa zawały), odszedł z funkcji proboszcza i dziekana dobromiejskiego. Już we wrześniu 1991 biskup Piszcz powierzył mu nowe obowiązki – rektora seminarium "Hosianum", na miejsce ks. Kazimierza Torli. Na tym stanowisku Rzeszutek kontynuował budowę gmachu seminaryjnego na olsztyńskich Redykajnach. W 1992 kierowane przez niego seminarium zyskało rangę metropolitalnego, wraz z podniesieniem Olsztyna do miana stolicy archidiecezji. Jako rektor seminarium Emil Rzeszutek zainicjował "Dni otwartych drzwi" (1992), a także gościł wizytację apostolską biskupów Stanisława Szymeckiego i Jana Chrapka (maj 1992), 262 Konferencję Plenarną Episkopatu Polski (czerwiec 1993) oraz sesję naukową "Warmia - 750 lat dziejów" (listopad 1993). Pracę na stanowisku rektora zakończył w czerwcu 1995. W ostatnich latach życia Rzeszutek wchodził w skład takich instytucji, jak kolegium konsultorów archidiecezji warmińskiej (od 1992), archidiecezjalna rada wydawnicza (od 1994), archidiecezjalna komisja sztuki sakralnej (od 1995).
Ogłosił szereg notatek i sprawozdań w "Warmińskich Wiadomościach Diecezjalnych", sygnowanych kryptonimem er. W tym samym periodyku, jak również w "Posłańcu Warmińskim - Kalendarzu Maryjnym", ogłaszał szersze artykuły, dotyczące zazwyczaj księży zmarłych bądź jubilatów oraz ważniejszych uroczystości na terenie diecezji (np. uroczystości jubileuszowych w Glotowie w 1976 czy uroczystości w Sanktuarium Maryjnym w Gietrzwałdzie). Na podstawie własnych doświadczeń związanych z procesem beatyfikacyjnym kardynała Hozjusza ogłosił artykuł Ogólne normy procesu beatyfikacyjnego i procesu kanonizacyjnego ("Posłaniec Warmiński - Kalendarz Maryjny", 1976). W "Wiadomościach Dobromiejskich", a potem "Rozmaitościach Dobromiejskich", pisywał felietony z cyklu W cieniu kolegiaty. Drukiem ukazało się również kilka wywiadów z ks. Rzeszutkiem jako rektorem "Hosianum" ("Gazeta Olsztyńska", "Słowo. Dziennik katolicki"). Prywatnie duchowny pisał wiersze. W 1996 Rzeszutek złożył do druku swoją pracę magisterską, która miała wejść w skład XXXIV tomu "Studiów Warmińskich" w roku kolejnym; wobec śmierci autora zdecydowano o edycji osobnej i praca ta, pod tytułem Stosunek do śmierci na podstawie VII księgi "Antologii Palatyńskiej", ukazała się nakładem Wydawnictwa Wyższego Seminarium Duchownego "Hosianum" w 1998. 
Emil Rzeszutek zmarł 20 kwietnia 1997 w Olsztynie po przebytym kolejnym zawale serca i pochowany został 23 kwietnia na cmentarzu w Dobrym Mieście. Przewodniczący uroczystościom pogrzebowym biskup Julian Wojtkowski napisał we wspomnieniu pośmiertnym w "Posłańcu Warmińskim": "Odszedł kapłan dużych zdolności i energii, wielkiej wrażliwości i cierpienia". Dawnego proboszcza uczczono tablica pamiątkową w kościele kolegiackim w Dobrym Mieście (odsłoniętą w pierwszą rocznicę jego śmierci), ks. Rzeszutek został też patronem jednej z ulic Dobrego Miasta.